# ماسترتا
ماسترتا (انگلیسی: Mastretta) شرکت خودروسازی مکزیکی است، که در سال ۱۹۸۷ تأسیس شد.